# James Milton Black
James Milton Black (* 1856 in South Hill/New York; † 1938 in Williamsport/Pennsylvania) war ein US-amerikanischer Kirchenliedkomponist, Chorleiter und Lehrer einer Sonntagsschule.
Black wurde in South Hill, New York, geboren, jedoch arbeitete, lebte und starb er in Williamsport, Pennsylvania. Dort arbeitete er auch in seiner Methodistenkirche.

## Veröffentlichungen

### Blacks erste Gesangbücher
- Songs of the Soul (1894)
- Songs of the Soul, Number Two (1896)

### Kirchenlieder Blacks
- Come, Oh, Come to Me
- The Day of All Days
- We Shall Reign with Him in Glory

### Kirchenlieder Blacks mit Texten von Dritten
- A Home in My Heart for Jesus
- I Remember Calvary
- When the Saints are Marching In (1896)

Den Text zu When the Saints are Marching In schrieb Katharine Purvis. Dieses Stück darf nicht mit When the Saints Go Marching In verwechselt werden. Letzteres weist sehr starke Ähnlichkeiten mit Blacks Stück auf und wurde 1927 veröffentlicht.